# Ministerio de Trabajo y Previsión (Argentina)
El Ministerio Secretaría de Estado de Trabajo y Previsión de Argentina (o simplemente Ministerio de Trabajo y Previsión) fue una cartera perteneciente a la Administración Pública Nacional, y dependiente del Poder Ejecutivo, con competencia primaria en todo lo relativo al trabajo.

## Historia
La transformación en ministerio de la Secretaría de Trabajo y Previsión fue impuesta por la disposición transitoria 1.ª de la reforma constitucional del 11 de marzo de 1949. Posteriormente, por ley n.º 13 529 del Congreso Nacional, se ratificó la creación del «Ministerio Secretaría de Estado de Trabajo y Previsión» y sus competencias. A través de la ley n.º 13 529, sancionada el 7 de julio de 1949 y promulgada al día siguiente, se establecieron las competencias de los nuevos ministerios. Al de Trabajo y Previsión le tocaba «lo inherente a las relaciones entre el capital y el trabajo y la protección legal e integral del trabajo» (ley n.º 13 529, art. 26).
El 17 de junio de 1958, por ley n.º 14 439, se modificaron las competencias, denominación y organización de la cartera, constituyéndose el «Ministerio de Trabajo y Seguridad Social».